# Filandre del delta de l'Orinoco
El filandre del delta de l'Orinoco (Philander deltae) és una espècie d'opòssum que viu a la regió del delta de l'Orinoco a Veneçuela, que fou descrita per primer cop el 2006. Viu en boscos d'aiguamolls inundats o en boscos d'aiguamolls inundables dels deltes de l'Orinoco i rius propers.